# Дуденєво (Нижньогородська область)
Дуденєво (рос. Дуденево) — село в Богородському районі Нижньогородської області Російської Федерації.
Населення становить 1098 осіб. Входить до складу муніципального утворення Дуденевська сільрада.

## Історія
Від 2004 року входить до складу муніципального утворення Дуденевська сільрада.

## Населення
| 1897 | 1999  | 2002  | 2010  |
| ---- | ----- | ----- | ----- |
| 675  | ↗1398 | ↘1214 | ↘1098 |